# St. Andrews FC
St. Andrews FC is een Maltese voetbalclub uit St. Andrew's bij Pembroke.
De club werd in 1968 opgericht als omnisportvereniging Luxol St. Andrew's. Sinds 1983 is de voetbalafdeling verzelfstandigd en speelt als St. Andrews FC. Tussen 1991 en 1993 kwam de club uit in de  Premier League. In 2014 promoveerde de club wederom naar het hoogste niveau na een tweede plaats in de First Division. In 2016 degradeerde St. Andrews FC weer. In 2018 promoveerde de club maar verloor in 2019 de promotie-degradatiewedstrijden van St. Lucia waardoor voor het eerst sinds de instelling van deze play-offs een club degradeerde.
De zaalvoetbalafdeling speelt op het hoogste Maltese niveau.
Fgura United · 
Gudja United FC ·
Lija Athletic · 
Marsa FC ·
Mgarr United FC · 
Mtarfa FC ·
Pietà Hotspurs · 
St. Lucia · 
Senglea Athletic FC ·
Sirens FC ·
St. Andrews ·
Swieqi United ·
Tarxien Rainbows ·
Valletta FC ·
Żebbuġ Rangers ·
Zurrieq FC